# Dasybasis colla
Dasybasis colla är en tvåvingeart som beskrevs av Coscaron 1969. Dasybasis colla ingår i släktet Dasybasis och familjen bromsar. Inga underarter finns listade i Catalogue of Life.